# 陈永康 (农学家)
陈永康（1907年4月6日—1985年3月9日），乳名友生，男，江苏松江人，中华人民共和国水稻学家，全国劳动模范。

## 生平
1951年，首创中国单季晚稻亩产达716.5公斤，被评为华东和中国水稻丰产模范，并推广他的水稻丰产经验。1952年2月，联合7户农民办起陈永康互助组。1953年4月，又联合周围21个互助组，成立联民生产初级合作社。1954年，当选第一届全国人民代表大会代表。1956年，组织高级生产合作社，任主任。1957年，调华东农科所（现江苏省农业科学院）任水稻研究员。
1970年代后期，致力于研究双季稻、三熟制和杂交水稻的高产规律以及栽培技术，在试验田里创出麦稻三熟亩产1526.5斤的成绩。1978年后，担任江苏省农科院副院长，江苏省第二、三届科协副主席。

## 图像

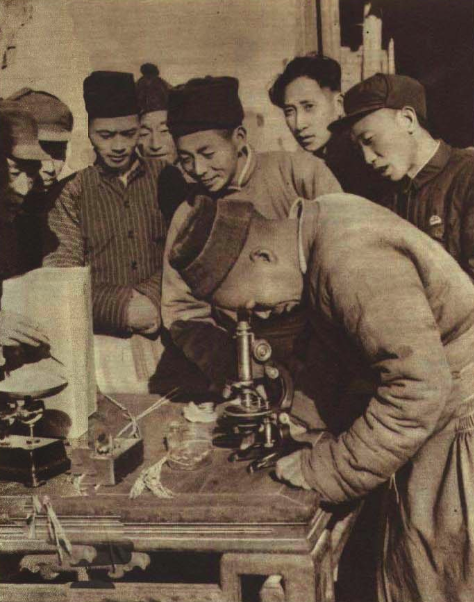
1952年，劳动模范陈永康
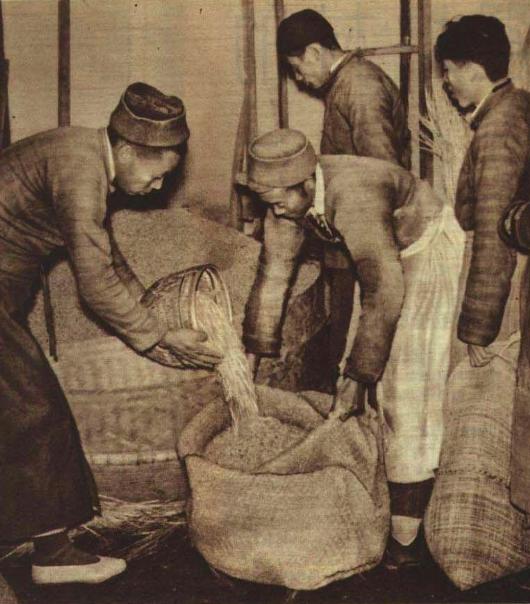
陈永康
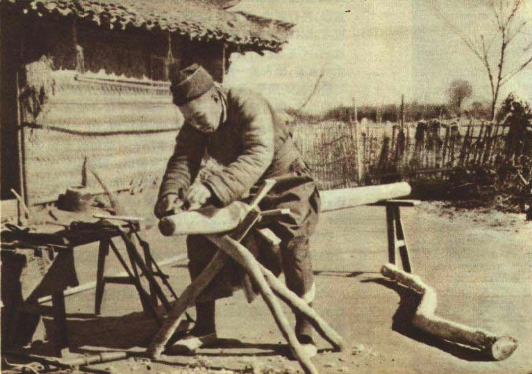
陈永康
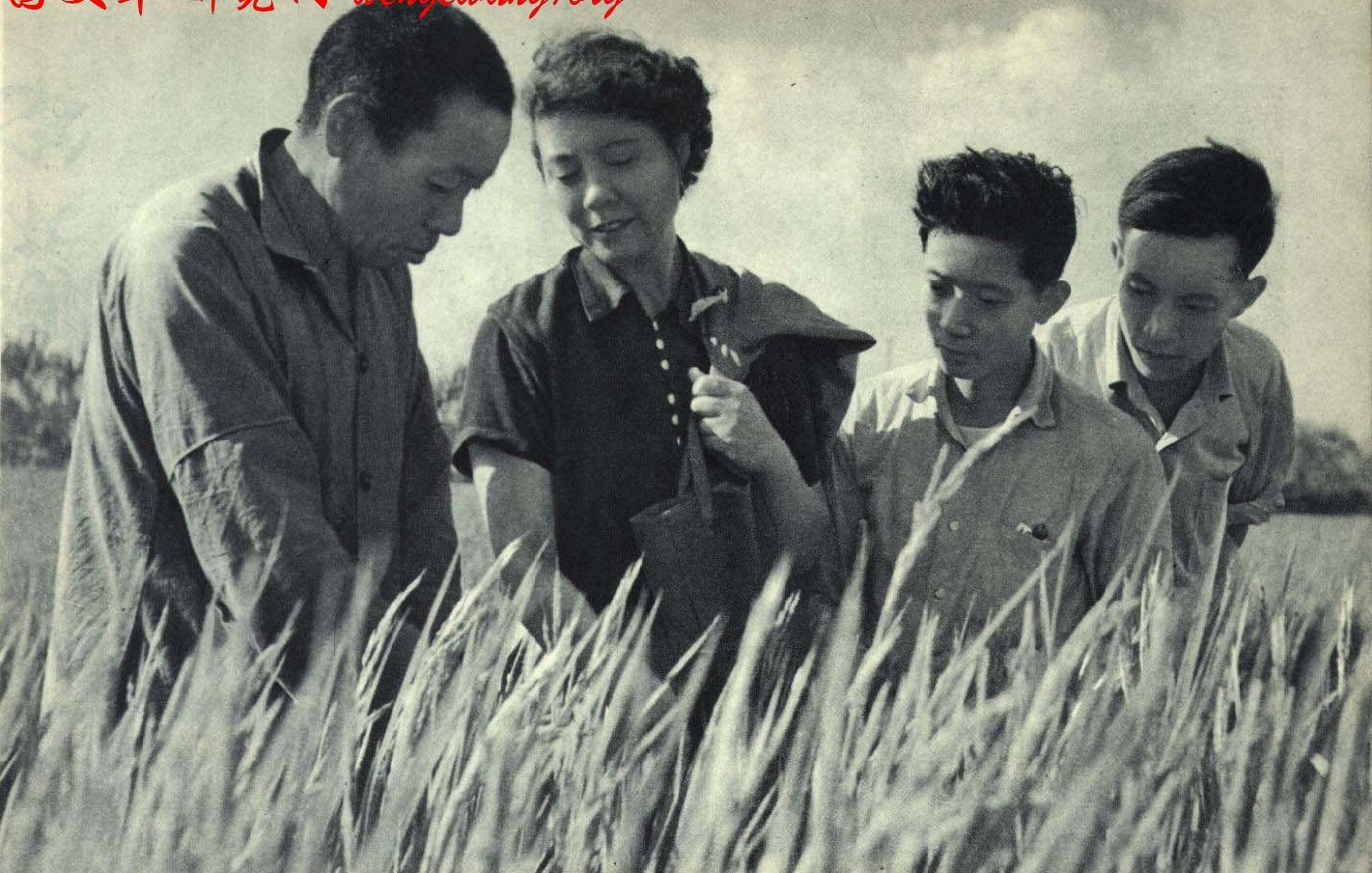
1963年中国农业科学院的陈永康